# E-75
Az E-75 az E-sorozat egyik tagja.

## Fejlesztése
Az E-75 Standardpanzernek kellett volna leváltani, a Tiger II-t és a Jagdtiger-t. Az E-75-öt ugyanazon a gyártósoron építették volna, mint az E-50-et a gyártás megkönnyítése érdekében, és a két járműben hasonló alkatrészeket használtak volna, beleértve ugyanazt a Maybach HL 234 motort. Amint a neve is jelzi, az jármű 75 tonna tömegű lett volna. A megnövekedett súly ellensúlyozása érdekében a forgóvázokat az E-50-ös modellektől eltérően helyezték el, mindegyik oldalukra külön-külön párral kiegészülve. Az E-50-et és az E-75-et ugyanazzal a toronnyal és ágyúval, valamint optikai távolságmérővel lett volna felszerelve a nagyobb távolsági pontosság érdekében. A német tudósok és mérnökök sikeresen megtervezték az infravörös világítást a Panther prototípusain történő felhasználásra. A tankot nem sikerült befejezni a háború végére.